# コンメンタール
コンメンタール（ドイツ語: Kommentar「注釈書」の意）もしくは逐条解説書とは、法律などに対して逐条解説を施した文書、またはそれを書籍化した書物のこと。
法律等の条文を少しずつ（基本的には一条ずつ）掲げ、その後に、その条文の意義・要件・効果等について解説を付したものである。さらに必要なら関連する条文、判例、行政実例、参考文献などをあげている。基本的に対象とする法令の全ての条文について解説が加えられるが、著者が重要度が低いと判断した条文については条文を掲げるだけで全く解説が加えられないこともあり、制定時の経過措置など現在参照する意味が少ないものについては条文の記載も省略されることがある。
基本的には単行本の形で出版されるが、まれに大学の紀要などに複数回に分けて掲載されることもある。書籍化された場合の書名には、「コンメンタール」のほか「注釈」「注解」「条解」「逐条」「要義」などの語が用いられていることが多い。
現在、さまざまな分野で数多くのコンメンタールが出版されており、主要な法令については、学習者用の基礎的なことを中心に説明したものや実務家向けに詳細を極めたものなど小規模なものから大規模なものまで、数多くのコンメンタールが出版されている。
代表的なコンメンタールとして以下のようなものがある。
- 『注釈』シリーズ（『注釈民法』、『注釈会社法』、『注釈刑法』など）有斐閣
- 『基本法コンメンタール』シリーズ（日本評論社、別冊法学セミナー）
- 『大コンメンタール』シリーズ（青林書院）
- 『判例コンメンタール』シリーズ（三省堂）

法律起草者によるコンメンタールとして以下がある。
- 梅謙次郎『民法要義』
- 水野錬太郎『著作権法要義』